# Keine zweite Chance
Keine zweite Chance (englischer Originaltitel: No Second Chance) ist ein Kriminalroman des US-Autors Harlan Coben, den dieser 2003 veröffentlichte.

## Inhalt

### Kapitel 1 – 7 (Die erste Chance)
Nach einem Herzstillstand und einem zwölftägigen Koma erwacht Dr. Marc Seidman im Krankenhaus, wo ihm Detective Bob Regan eröffnet, dass er das Opfer eines Überfalls wurde. Er überlebte zwar schwer verletzt – eine Kugel streifte seinen Kopf, die andere aber traf ihn in die Brust –, seine Frau Monica erlag jedoch ihren Verletzungen. Als sei dem noch nicht genug, gilt auch noch Marcs sechs Monate alte Tochter Tara als vermisst.
Ein erster Verdacht fällt auf Marcs eigene Schwester Stacy, die drogenabhängig ist und kaum noch Kontakt zur Familie hat. Doch obwohl sie nach Marcs Wissen noch nie in seinem neuen Haus war, wo der Überfall stattfand, werden dort ihre Fingerabdrücke gefunden. Es dauert auch nicht lange – Marc ist nun aus dem Krankenhaus entlassen worden –, als Monicas Vater, der steinreiche Edgar, eine Lösegeldforderung erhält. Er will die verlangten zwei Millionen ohne weiteres Aufhebens zahlen und warnt Marc, den Drohbrief ernst zu nehmen, denn da steht, dass sie nur eine Chance haben, das Lösegeld ohne Einmischung der Polizei zu überreichen.
Marc selbst übernimmt die Geldübergabe, doch er schaltet – auch auf Anraten seines Anwalts und besten Freundes Lenny – die Polizei ein, die ihm in vermeintlich sicherem Abstand folgt. Marc übergibt das Geld und erhält danach einen schockierenden Anruf: Die Entführer wissen, dass er die Polizei kontaktiert hat; er hat seine Chance vertan, seine Tochter wiederzubekommen. 

Aber die markierten Scheine führen zu einer Spur und man findet heraus, dass es tatsächlich Marcs Schwester ist, die versucht, einen davon auszugeben. Als man ihr, auf Marcs Vermutungen vertrauend, zu einer abgelegenen Hütte folgt, die in Familienbesitz ist, findet man sie tot vor – und da ist auch Taras Strampelanzug. Vom Kind selbst: keine Spur.

### Kapitel 8 – 19 (Die zweite Chance)
Es vergehen ganze 18 Monate, während der Marc gegen den drohenden Wahnsinn ankämpfen muss und miterlebt, wie die Kinder seines besten Freundes Lenny vor seinen Augen heranwachsen und seine eigene Tochter vermisst bleibt. Der Chirurg – er hat sich auf Missbildungen oder durch einen Unfall verursachte Entstellungen des Gesichts spezialisiert – flieht mit seiner Kollegin Zia in die Arbeit. 

Es wirft ihn etwas aus der Bahn, als er seine erste große Liebe, die einst für das FBI arbeitende Rachel, wieder trifft und er spürt, wie sehr er noch an ihr hängt. Noch eine zweite Frau bringt Unruhe in sein Leben: Dina Levinsky, die mit ihrer Familie vor Marc in dessen jetzigem Haus wohnte, verbrachte hier eine schreckliche Kindheit. Marc weiß keine Einzelheiten, kennt nur die Gerüchte, sie sei von ihrem Vater missbraucht worden. Was er weiß ist, dass sie in der Schule stets nur gehänselt wurde. Sie spricht mit ihm und macht ihn auf ein Tagebuch aufmerksam, das sie im Keller versteckt habe. Als er dies sucht, stößt er auf eine CD-ROM, die offenbar von seiner Frau Monica hier versteckt wurde. Zwar fordert diese ein Passwort, doch wird klar, dass Monica eine Detektei beauftragt hat, wozu auch immer. 

Dann gerät alles außer Kontrolle, als Edgar ein zweites Angebot bekommt: Weitere zwei Millionen sind zu zahlen; es ist die zweite Chance, diese ohne die Polizei zu überreichen. Marc soll das Geld erneut überreichen. In seiner Verzweiflung wendet er sich an seine Ex-Freundin Rachel, die nach dem gewaltsamen Tod ihres Mannes ja nicht mehr offiziell Polizistin ist – so verstößt er nicht gegen die Forderung, hat aber dennoch professionelle Hilfe. Sie rät ihm dann auch, konsequent zu sein und auf einem direkten Austausch mit seiner Tochter zu bestehen. Als er dies den Entführern gegenüber klarmacht, meinen die, er dürfe keine Forderungen stellen, oder man würde ihn weitere 18 Monate hängen lassen. Auf Rachels Anraten bleibt Marc konsequent – und der Entführer legt auf.

### Kapitel 20 – 30 (Der Verdacht fällt auf Rachel)
Bei den beiden Entführern handelt es sich um ein Liebespärchen, deren Kopf eine Frau namens Lydia ist. Sie hat diesen Namen angenommen, um sich von ihrem früheren Leben als Kinderstar in Fernsehserien zu distanzieren.
Die zweite Geldübergabe klappt, wenn auch unter widrigen Umständen; es kommt zu einem Kampf, bei dem Rachel verletzt wird. Doch sie konnte einen Sender im Geld platzieren, der ihnen weiterhilft. Unterdessen gerät Rachel selbst immer mehr ins Visier des FBI, da klar wird, dass Monica die Detektei beauftragte, um sie als Ex-Freundin ihres Mannes auszuspionieren; in der Tat wirken manche der Bilder so, als habe Rachel mit Marc Kontakt aufgenommen, auch wenn keines der Fotos sie zusammen zeigt.

### Kapitel 31 – Ende (Die Aufklärung des Falles)
Nichts ist wie es scheint, und die einzelnen Fakten treffen Marc wie Faustschläge. Alles geht zurück auf seine mental labile Frau Monica. Aus (ungerechtfertigter) Eifersucht auf Rachel redet sie sich immer mehr ein, bald werde ihr Mann sie für Rachel verlassen und Tara mit sich nehmen. Sie besorgt sich eine Waffe und schießt Marc nieder. Marcs bester Freund Lenny kommt dazu – er weiß, wo Marc seine Waffe aufbewahrt und erschießt Monica in Notwehr.
Was tun mit Tara? Als Anwalt hat er einen guten Klienten namens Bacard, der seit Jahrzehnten Adoptivkinder vermittelt; ihm spielt er Tara zu und sie wird einem kinderlosen Ehepaar übergeben. Doch Bacard erweist sich als skrupelloser als erwartet: Er nutzt die goldene Gelegenheit, eine Entführung zu inszenieren, die es nie gab, um zusätzlich Geld zu scheffeln, was anfänglich auch gut klappt. 

Bacard scheut auch vor Mord nicht zurück: Marcs Schwester Stacy bleibt ein schwaches Glied, denn sie weiß von der Waffe, die Monica gekauft hat. Kurzerhand wird alles so hingedreht, dass der Verdacht auf sie fällt; Bacard lässt sie ermorden.
Am Ende des Romans sieht Marc seine Tochter wieder – sie ist bei ihrer Ziehfamilie seit Jahren glücklich. Doch Lenny, vom schlechten Gewissen geplagt, tut das, was Marc nicht übers Herz bringt: Er weiht Taras neue Familie ein. Taras Eltern (sie nennen das Kind Natasha) und Marc beschließen, das Kind so weit wie möglich gemeinsam aufzuziehen – dazu zieht Marc mit Rachel in deren Nähe.

## Einordnung ins Werk des Autors
Nach Kein Sterbenswort und Kein Lebenszeichen ist dieses Buch neben Cobens Myron-Bolitar-Reihe der dritte eigenständige Roman des Autors. Wie auch die vorher genannten ist der Roman abwechselnd in Ich-Form (diesmal aus der Sicht von Marc Seidman) und in allwissender Perspektive verfasst. Wie alle Coben-Romane weist Keine zweite Chance eine komplizierte Handlung mit vielerlei Wendungen auf, die sich erst auf den letzten Seiten völlig klären.
Coben verbindet seine Werke durch das Auftauchen verschiedener Charaktere miteinander. In Keine zweite Chance treten auf oder werden erwähnt: Dr. David Beck und der Serienmörder KillRoy (aus Kein Sterbenswort) und die FBI-Agenten Joseph Pistillo und Claudia Fisher (aus Kein Lebenszeichen).
Der deutsche Titel Keine zweite Chance soll an die vorigen Titel Kein Sterbenswort und Kein Lebenszeichen erinnern – dies ist jedoch das Werk des deutschen Übersetzers; im Original haben die Titel  nichts gemeinsam.

## Verfilmungen
Im Oktober 2015 strahlte der französische Fernsehsender TF1 die auf dem Roman basierende sechsteilige Miniserie Une chance de trop aus. Anders als im Buch ist eine Frau die Hauptfigur der Serie. Alexandra Lamy spielte die Hauptrolle.
Der Sender Sat.1 ließ 2017 eine deutsche Version als Fernsehzweiteiler Keine zweite Chance produzieren. Er basiert auf dem Roman und seiner französischen Verfilmung. Regie führte Alexander Dierbach nach einem Drehbuch von Hannah Hollinger. Die Hauptrolle spielt Petra Schmidt-Schaller.